# Melchisedek
Melchisedek (hebräisch מַלְכִּי־צֶדֶק [malkiˈt͡sæːdæq] „König der Gerechtigkeit“ oder „mein König ist (der Gott) Zedek“, deutsche Aussprache: [mɛlˈçiːzedɛk] oder [mɛlçiˈzeːdɛk]) – auch Melchisedech, Melchizedek, Melkisedek – ist ein mythischer König und Priester, der in der Bibel erwähnt wird.

## Hebräische Bibel
„Melchisedek, der König von Salem, brachte Brot und Wein heraus. Er war Priester des Höchsten Gottes. Er segnete Abram und sagte: Gesegnet sei Abram vom Höchsten Gott, dem Schöpfer des Himmels und der Erde, und gepriesen sei der Höchste Gott, der deine Feinde an dich ausgeliefert hat. Darauf gab ihm Abram den Zehnten von allem.“ (Gen 14,18–20 )

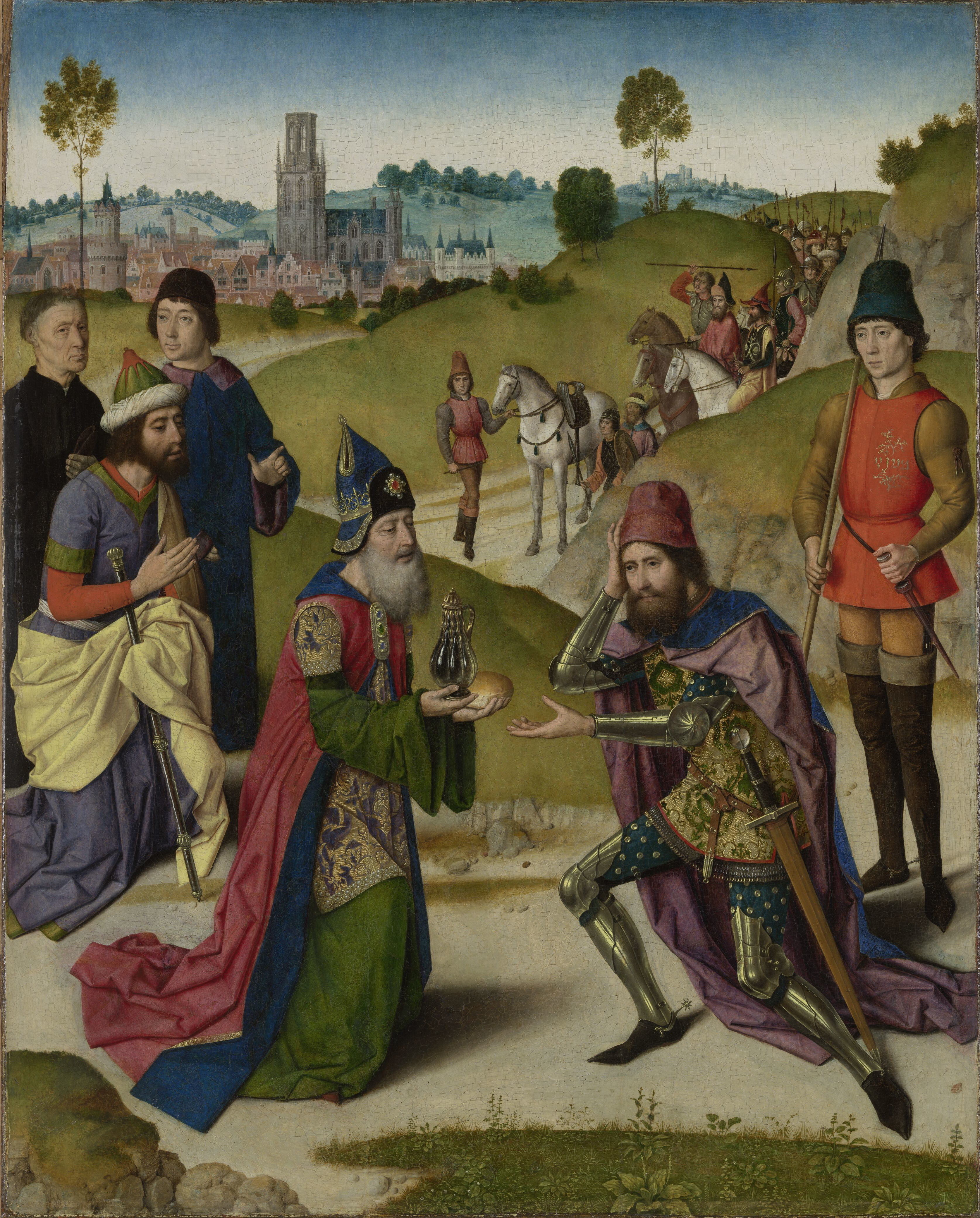
Treffen von Abraham und Melchisedek. Ölgemälde von Dierick Bouts

Gemäß dieser Textstelle ist Melchisedek der „König von Salem“ und ein „Priester des Höchsten Gottes“. „König von Salem“ kann als „König von Jerusalem“ oder auch als „König des Friedens“ (Salem könnte hier Frieden bedeuten) interpretiert werden und lässt offen, ob sich mit diesem Königstitel weltliche Macht verband. Der Name Melchisedek lässt sich verschieden übersetzen, je nachdem ob eine prädikative oder nominale Bedeutung der beiden Namensbestandteile König und Gerechtigkeit gesehen wird: „König der Gerechtigkeit“, „Melek ist gerecht“ (prädikativ) oder „König ist Zädäq“ (nominal).
Melchisedek kommt Abraham vor der Stadt mit Brot und Wein entgegen. Eine Gabe von Brot und Getränk an Reisende ist in der Hebräischen Bibel mehrfach und auch aus den Amarna-Briefen als Brauch bezeugt. Dann segnet Melchisedek Abraham, daraufhin zahlt Abraham an Melchisedek den Zehnten.
Die Bedeutung Melchisedeks besteht darin, dass er der erste überhaupt im Tanach erwähnte Priester ist und dass er für sein Opfer Brot und Wein verwendet, nicht Fleisch von Opfertieren, wie die späteren Priester des Alten Testaments. Ferner wird „Salem“ häufig als die Stadt Jerusalem interpretiert, und diese Bibelstelle wäre dann der früheste geschichtliche Hinweis auf diese ansonsten in der Tora noch nicht erwähnte Stadt. Außerdem erlaubt die Textstelle Rückschlüsse auf Abraham, der hier zusammen mit Melchisedek erwähnt wird.
Ferner ist Melchisedek in Psalm 110,4  erwähnt, einer Hoheitszusage an den davidischen König Israels, der zugleich Hoherpriester ist: „Du bist Priester auf ewig nach der Ordnung Melchisedeks“.

## Neues Testament (Hebräerbrief)

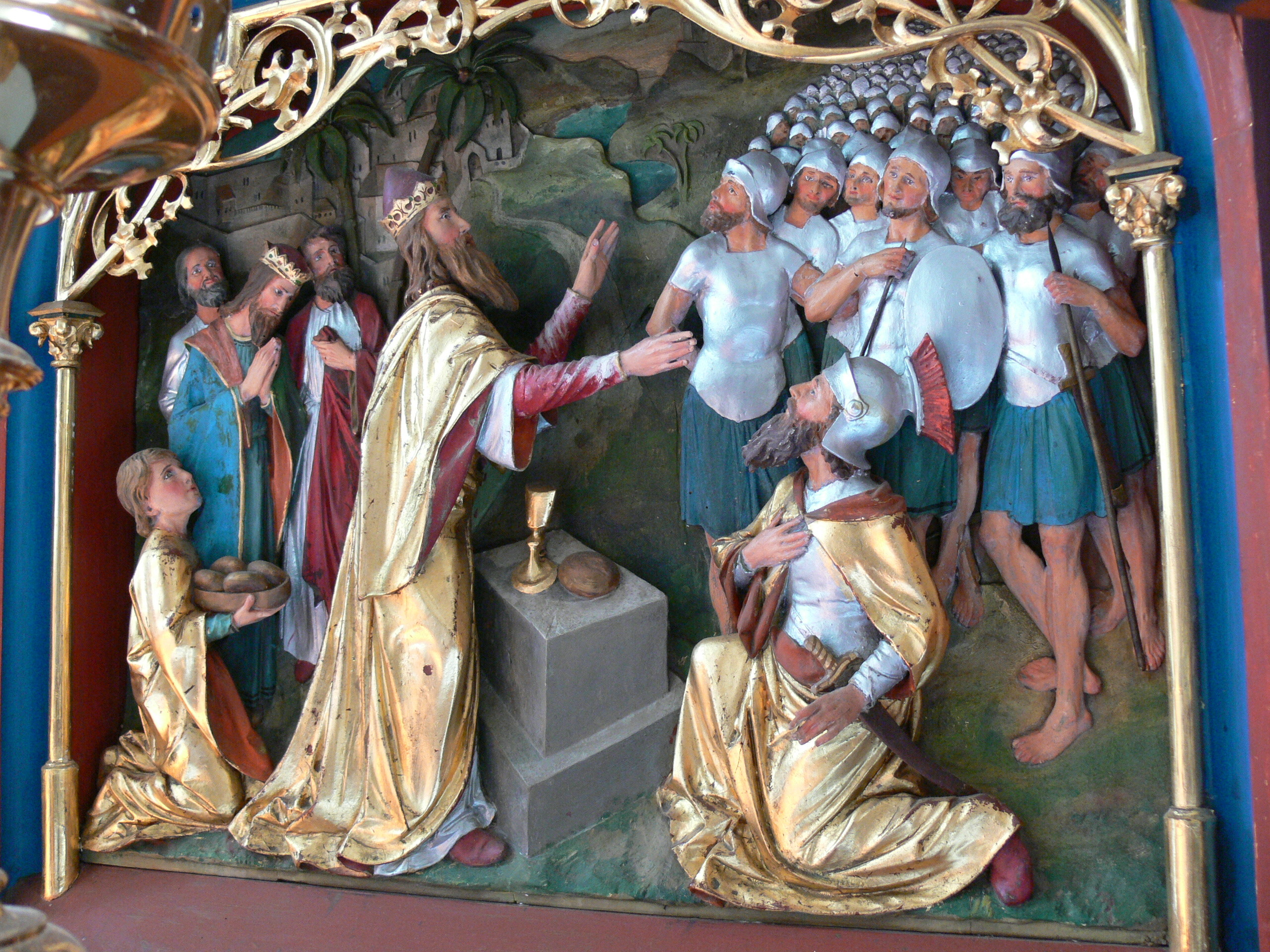
Opfer des Melchisedek, Hochaltar Sarleinsbach (1904)

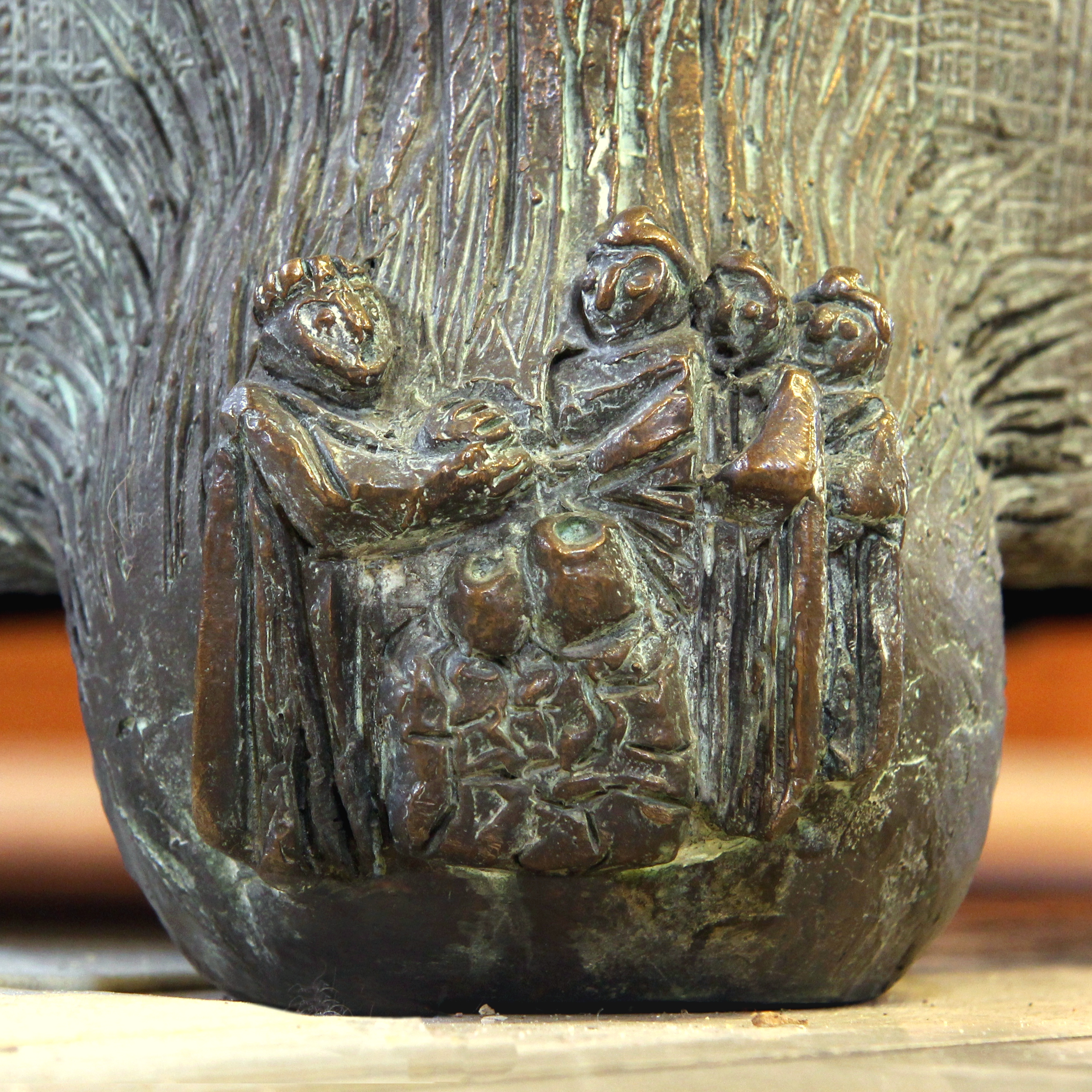
Moderne Darstellung des Opfers im Messaltar von St. Mauritius Kärlich von Arnold Morkramer (1978)

Im Neuen Testament wird die Gestalt des Melchisedek ausdrücklich im Brief an die Hebräer in den Kapiteln 5–7 hervorgehoben. Der Hebräerbrief nennt Jesus Christus einen „Hohenpriester nach der Ordnung Melchisedeks“ (Hebr 5,6.10 ) und verknüpft damit eine eigenständige Soteriologie.
Der Brief interpretiert den Segensempfang und die Steuerabgabe als eine Unterordnung Abrahams unter Melchisedek und damit eine Unterordnung des alten Bundes gegenüber dem neuen Bund. Nach dem Brief findet der Psalm 110,4  seine Erfüllung im Priestertum Jesu Christi aus folgenden Gründen:
- David ist als König von Israel Vorfahre Jesu Christi (nach Mt 1,6 EU), deshalb „Du bist Priester“, obwohl David selbst kein Priester war.
- Christi Priestertum ist ewig.
- Von Melchisedek werden weder Vor- noch Nachfahren, weder Anfang seiner Tage noch Ende seines Lebens erwähnt. Auch das königliche Priestertum Christi ist weder von Vorfahren geerbt noch wird es an Nachfahren vererbt, denn Christus stirbt nie mehr.
- Das von Jesus eingesetzte Abendmahl zur Erinnerung an seinen Tod und seine Auferstehung wird mit Brot und Wein „nach der Ordnung des Melchisedek“ gefeiert (vgl. Gen 14,18 EU).
- Abraham, der sich Melchisedek freiwillig unterstellt, gilt hier als Verkörperung aller von ihm abstammenden Israeliten, inklusive der späteren Leviten und ihres Priesteramtes, welches sich somit dem ewigen Priestertum Christi untergeordnet hat. Eine auf Abstammung beruhende Priesterschaft gibt es fortan nicht mehr, da Christus einziger Hoherpriester ist und alle Christen seither „Priester“ sind und so den direkten Zugang zu Gott haben (Hebr 10,19–22 EU).

## Wirkungsgeschichte

### Jüdische Leser
Für die Besitzer der Schriftrollen vom Toten Meer war Melchisedek eine wichtige Gestalt. Er steht im Mittelpunkt von 11Q13 und wird in diesem Werk als eine endzeitliche, himmlische Richterfigur imaginiert. Das Genesis-Apokryphon identifiziert Salem, den Wohnort Melchisedeks, eindeutig mit Jerusalem. Im Zweiten Henochbuch  wird erzählt, dass Noachs Schwägerin namens Sothonim als Jungfrau schwanger wird und den Priester Melchisedek zur Welt bringt, der dann vom Engel Gabriel in den Garten Eden gebracht wird, damit er die Sintflut überlebt.
Die rabbinische Auslegung identifizierte Melchisedek mit Sem, dem Sohn Noachs und zieht so Gen 9,27 zur Deutung der Melchisedekfigur heran. Er war der erste in der Tora als solcher bezeichnete Priester, doch habe der Priesterdienst schon mit Adam begonnen.

### Christliche Leser
Innerhalb des Christentums bezogen sich einige Mystiker des 17. und frühen 18. Jahrhunderts positiv auf Melchisedek und verbanden dies mit einer Kritik an den etablierten Kirchen und ihrem Klerus. Jane Leade sah sich beauftragt, eine Priesterschaft nach der Ordnung Melchisedeks aufzubauen. Johann Georg Gichtel zufolge erforderte das Priestertum eine Verbindung mit der Frau Weisheit und daher den Eheverzicht und die Armut. Ein Priester nach der Ordnung Melchisedeks müsse Christus gleichförmig werden. Joachim Lange, ein Autor des Hallischen Pietismus, widmete Gichtels Priesterkonzept eine ausführliche Entgegnung. Johann Christian Seitz nahm an, dass in der bevorstehenden Endzeit das melchisedekische Priestertum eingerichtet werde, das Frauen und Männern gleichermaßen offenstehe. Mit dem Nachlassen der endzeitlichen Naherwartung verlor die Melchisedek-Gestalt an Interesse. Es gibt keinen Beleg dafür, dass im frühen 18. Jahrhundert irgendwo ein Priestertum nach der Ordnung Melchisedeks bestanden hätte.
Unter den Rastafari herrscht die Auffassung, dass Gott drei Mal in Gestalt eines Menschen auf der Erde erschien. Die erste Inkarnation war dabei in der Gestalt des Melchisedek.
New-Age-Autoren beziehen sich öfter auf die biblische Gestalt Melchisedek (Melchizedek Method, Spirit of Melchizedek, Way of Melchizedek). Beispielsweise mutmaßt Thomas L. Cossette, es habe einen altägyptischen Melchisedek-Orden gegeben, der das Auftreten von Jesus Christus vorhergewusst habe.
Die Kirche Jesu Christi der Heiligen der Letzten Tage (Mormonen) unterscheidet ein aaronisches und ein melchisedekisches Priestertum; letzteres hat einen höheren Rang. „Ein männliches Mitglied der Kirche muss ein achtbarer Träger des Melchisedekischen Priestertums sein, um im Tempel das Endowment empfangen und für die Ewigkeit an seine Familie gesiegelt werden zu können. Er hat die Vollmacht, die Kranken zu segnen und seinen Angehörigen oder anderen einen besonderen Segen zu geben.“

## Sonstiges
- Die sehr seltene Champagner-Flasche mit 30 Litern Inhalt, was 40 regulären Flaschen entspricht, wird als Melchisedech bezeichnet.
- Melchisedek, König von Salem, kommt als Figur in Paulo Coelhos Roman Der Alchimist vor (Kapitel 9).